# Wyżnie Rzędowe Skały

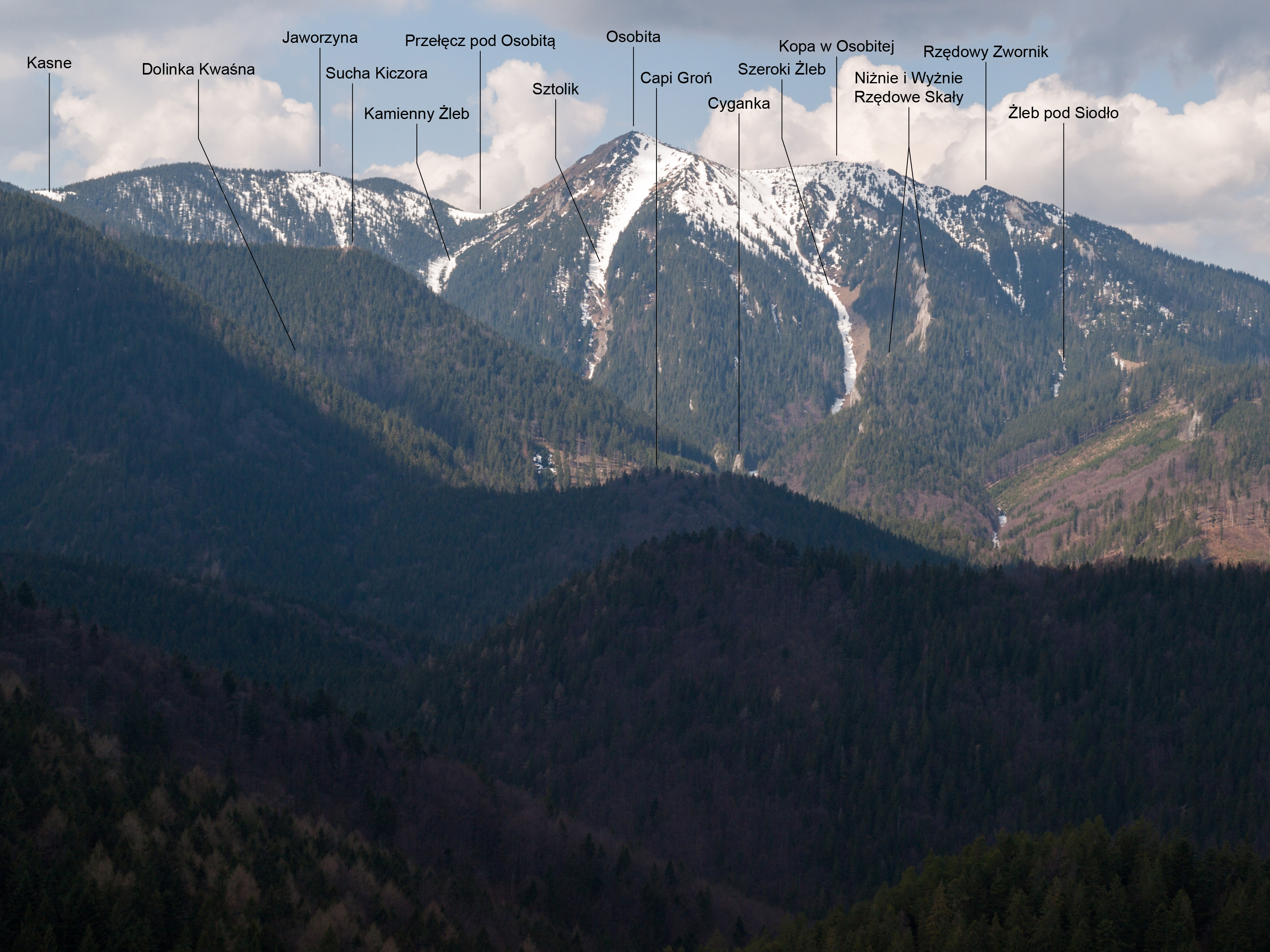
Masyw Osobitej. Widok z Turka

Wyżnie Rzędowe Skały (słow. Horné Radové skaly) – górna część jednej z grani w masywie Osobitej w słowackich Tatrach Zachodnich. Opada z jej środkowego wierzchołka – Kopy w Osobitej (1617 m) w północno-wschodnim kierunku i oddziela górne części dwóch żlebów: Szerokiego Żlebu (patrząc od dołu po lewej stronie) i Żlebu pod Siodło (po prawej stronie). Niżej grań zakręca we wschodnim kierunku, przechodząc w Niżnie Rzędowe Skały oddzielające dolne części wymienionych żlebów.
Wyżnie Rzędowe Skały zbudowane są ze skał osadowych (wapieni i dolomitów). Do Szerokiego Żlebu ich górna część opada turniami i długą gołą ścianką, część dolna jest mniej stroma i porośnięta lasem. Stoki opadające do Żlebu pod Siodło są mniej strome i całkowicie porośnięte lasem.

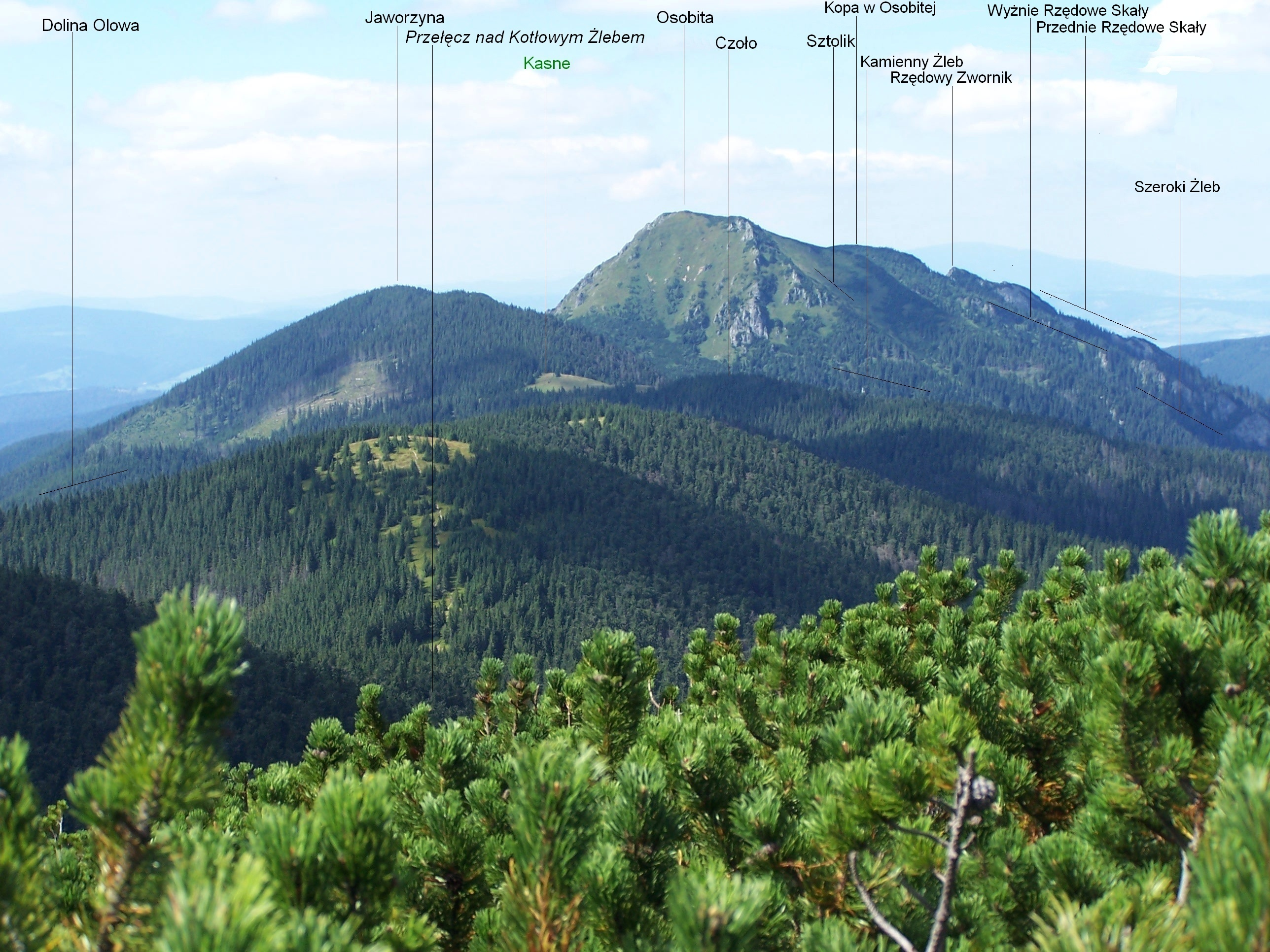
Widok z Bobrowca